# Родбав
Родбав (рум. Rodbav) — село у повіті Брашов в Румунії. Входить до складу комуни Шоарш.
Село розташоване на відстані 189 км на північний захід від Бухареста, 63 км на північний захід від Брашова, 137 км на південний схід від Клуж-Напоки.

## Населення
За даними перепису населення 2002 року у селі проживали 302 особи.
Національний склад населення села:
| Національність | Кількість осіб | Відсоток |
| -------------- | -------------- | -------- |
| цигани         | 178            | 58,9%    |
| румуни         | 97             | 32,1%    |
| угорці         | 13             | 4,3%     |
| німці          | 13             | 4,3%     |

Рідною мовою назвали:
| Мова      | Кількість осіб | Відсоток |
| --------- | -------------- | -------- |
| румунська | 280            | 92,7%    |
| німецька  | 13             | 4,3%     |
| угорська  | 9              | 3,0%     |